# Джон Ірвінг
Джон Вінслоу Ірвінг (англ. John Irving; нар. 2 березня 1942, Ексетер, штат Нью-Гемпшир), справжнє ім'я Джон Воллес Блант-молодший John Wallace Blunt, Jr.) — американський письменник і сценарист, лауреат премії «Оскар». Книги Ірвінга перекладено 35 мовами.

## Біографія
З 1961 року навчався в університетах Айови, Відня та Піттсбурга. 1965 року здобув ступінь бакалавра з відзнакою в Університеті Нью-Гемпшира.
Дебютний роман Ірвінга — «Свободу ведмедям» (1968; в іншому перекладі «Випусти ведмедів на волю») — отримав позитивну оцінку читачів; водночас про книгу добре відгукувався й Курт Воннеґут, який викладав у Письменницькій майстерні університету Айови, де навчався Ірвінг.
За свій четвертий роман — «Світ очима Гарпа» (1979) — письменник став лауреатом Національної книжкової премії та здобув широку популярність.
У 1999 році світ побачила екранізація роману «Правила будинку сидру» (1985; в іншому перекладі «Правила виноробів»). Сценарій до фільму написав сам автор, за що й здобув премію «Оскар». Актор Майкл Кейн, який грав у фільмі, отримав «Оскар» за найкращу чоловічу роль другого плану. Про роботу над фільмом Ірвінг того ж 1999 року видав окрему книгу «Мій кінобізнес».

## Переклади українською
- Джон Ірвінг. Доки я тебе не знайду. У двох томах. — К. : Ранок, Фабула, 2018. — 928 с. — ISBN 978-617-09-4213-5.

## Екранізації
- Світ по Гарпу / The World According to Garp (США, реж. Джордж Рой Гілл, 1982)
- Готель «Нью-Гемпшир» / The Hotel New Hampshire (США, реж. Тоні Річардсон, 1984)
- Саймон Бірч / Simon Birch (США, реж. Марк Стівен Джонсон, за романом «Молитва про Овена Міні», 1998)
- Правила виноробів / The Cider House Rules (США, реж. Лассе Гальстрем, 1999)
- Двері в підлозі / The Door in the Floor (США, реж. Тод Вільямс, за романом «A Widow for One Year» = Чоловіки не її життя, 2004)